# Активность личности
Активность личности — особый вид деятельности или особая деятельность, отличающаяся интенсификацией своих основных характеристик (целенаправленности, мотивации, осознанности, владения способами и приёмами действий, эмоциональности), а также наличием таких свойств, как инициативность и ситуативность.
В праксеологии активность личности (субъекта отношений) — передача сигнала субъекту отношений (объекту воздействия) во взаимозависимости по установлению (восприятию) нормы.

## Подходы к определению понятия активности личности
Термин активности широко используется в различных сферах науки как самостоятельно, так и в качестве дополнительного в различных сочетаниях. Причём в некоторых случаях это стало настолько привычным, что сформировались самостоятельные понятия. Например, такие как: активный человек, активная жизненная позиция, активное обучение, активист, активный элемент системы. Понятие активности приобрело такой широкий смысл, что при более внимательном отношении его использование требует уточнений.
Словарь русского языка даёт общеупотребительное определение «активного» как деятельного, энергичного, развивающегося. В литературе и бытовой речи понятие «активности» часто употребляется как синоним понятия «деятельность». В физиологическом смысле понятие «активности» традиционно рассматривается как всеобщая характеристика живых существ, их собственная динамика. Как источник преобразования или поддержания ими жизненно значимых связей с окружающим миром. Как свойство живых организмов реагировать на внешние раздражения. Активность при этом соотносится с деятельностью, обнаруживаясь как её динамическое условие, как свойство её собственного движения. У живых существ активность изменяется в соответствии с эволюционными процессами развития. Активность человека приобретает особое значение как важнейшее качество личности, как способность изменять окружающую действительность в соответствии с собственными потребностями, взглядами, целями. (А. В. Петровский, М. Г. Ярошевский, 1990).
Большое значение придаётся «принципу активности». Н. А. Бернштейн (1966), вводя в психологию этот принцип, представлял его суть в постулировании определяющей роли внутренней программы в актах жизнедеятельности организма. В действиях человека существуют безусловные рефлексы, когда движение непосредственно вызывается внешним стимулом, но это как бы вырожденный случай активности. Во всех же других случаях внешний стимул только запускает программу принятия решения, а собственно движение в той или иной степени связано с внутренней программой человека. В случае полной зависимости от неё мы имеем дело с так называемыми «произвольными» актами, когда инициатива начала и содержание движения задаются изнутри организма.
В социологии используется понятие социальной активности. Социальная активность рассматривается как явление, как состояние и как отношение. В психологическом плане существенным представляется характеристика активности как состояния — как качество, которое базируется на потребностях и интересах личности и существует как внутренняя готовность к действию. А также как отношения — как более или менее энергичная самодеятельность, направленная на преобразование различных областей деятельности и самих субъектов. (В. Ф. Бехтерев 1996.)
В психологии в рамках деятельностного подхода, также наблюдается некоторое непринципиальное расхождение в трактовке активности. Психологическая теория деятельности рассматривает макроструктуру деятельности в виде сложного иерархического строения. В её состав включают несколько уровней, в числе которых называют: особые виды деятельности, действия, операции, психофизиологические функции. Особенные виды деятельности в этом случае выступают как совокупность действий, вызываемых одним мотивом. К ним обычно относят игровую, учебную и трудовую деятельность. Их же называют формами активности человека. (Ю. Б. Гиппенрейтер 1997).
Б. Г. Ананьев, помимо указанных, к множеству «активно-деятельностных форм отношения человека к миру» причисляет также боевую и спортивную деятельность, познание, общение, управление людьми, самодеятельность. (Л. И. Анциферова, 1998). Активность, в данном случае, соответствует особенной форме деятельности или особенной деятельности.
По мнению К. А. Абульхановой-Славской (1991) посредством активности человек решает вопрос о согласовании, соизмерении объективных и субъективных факторов деятельности. Мобилизуя активность в необходимых, а не в любых формах, в нужное, а не в любое удобное время, действуя по собственному побуждению, используя свои способности, ставя свои цели. Тем самым, оценивая активность, как часть деятельности, как её динамическую составляющую реализуемую ситуативно, то есть в нужный момент времени.
Ещё одна трактовка понятия активности предложена В. А. Петровским (1996), предлагающим рассматривать личность как подлинный субъект активности. Прослеживая историю форм деятельности субъекта, он выделяет три последовательных этапа в истории становления деятельности:
- Функционирование или жизнедеятельность особи как предпосылку деятельности; Функционирование — первое и простейшее проявление жизни — может быть описано в плане взаимодействия субъекта с объектом, в ходе которого обеспечивается целостность присущих субъекту телесных структур. Функционирование опирается на возможности непосредственного взаимодействия субъекта с его окружением. Отлучение живых тел от источников их существования оказывается гибельным, так как способности к функционированию ещё недостаточно для преодоления возникших барьеров.
- Деятельность, как условие выживания субъекта. Деятельность снимает присущие предыдущей ступени развития ограничения. Посредством деятельности субъект получает возможность достичь предмет, прежде удалённый от него, но необходимый для функционирования.
- Активность, как высшую форму развития деятельности.

В процессе развития человека возникают новые, вспомогательные формы взаимодействия с миром, нацеленные на обеспечение и поддержание самой возможности деятельности субъекта. Эти формы движения складываются внутри предшествующих деятельностей и, перерастая в деятельность, носящую самоподчиненный характер, они становятся тем, что может быть названо активностью субъекта.

## Активность и деятельность, соотношение понятий
Одной из главных теоретических проблем при рассмотрении понятия активности личности является соотнесение понятий «активности» и «деятельности». Трудность заключается в том, что в большом количестве случаев эти термины выступают как синонимы.
На основе анализа позиций специалистов, выделяют ряд общих существенных признаков активности личности. К ним относятся представления об активности как:
- форме деятельности, свидетельствующем о сущностном единстве понятий активности и деятельности;
- деятельности, к которой у человека возникло собственное внутреннее отношение, в которой отразился индивидуальный опыт человека;
- личностно значимой деятельности: форме самовыражения, самоутверждения человека с одной стороны и о человеке, как о продукте активного и инициативного взаимодействия с окружающей социальной средой — с другой;
- деятельности направленной на преобразование окружающего мира;
- качестве личности, личностном образовании, проявляющимся во внутренней готовности к целенаправленному взаимодействию со средой, к самодеятельности, базирующейся на потребностях и интересах личности, характеризуемой стремлением и желанием действовать, целеустремлённостью и настойчивостью, энергичностью и инициативой.

Представление об активности как форме деятельности, позволяет утверждать, что активности должны быть присущи основные составляющие деятельности (В. Н. Кругликов, 1998). В психологии к ним относят: цель или целенаправленность, мотивацию, способы и приёмы, с помощью которых осуществляется деятельность, а также осознанность и эмоции.
Говоря о цели, подразумевают, что любая деятельность осуществляется для чего-то, то есть, что она направлена на достижение определённой цели, которая трактуется как сознательный образ желаемого результата и определяется мотивацией субъекта деятельности. Человек, находясь под воздействием комплекса внешних и внутренних мотивов, выбирает главный из них, который превращается в цель деятельности направленной на его достижение. Поэтому цель можно также рассматривать как главный осознанный мотив.
Отсюда становится понятным, что продуктивная деятельность носит мотивированный и осознанный характер. Однако не все мотивы, в отличие от целей, осознаются человеком. Это не означает, однако, что неосознаваемые мотивы не представлены в сознании человека. Они проявляются, но в особой форме, в форме эмоций, как элемент эмоциональной составляющей деятельности. Эмоции возникают по поводу событий или результатов действий, которые связаны с мотивами. В теории деятельности эмоции определяются как отражение отношения результата деятельности к её мотиву. Кроме того, они выступают одним из оценочных критериев выбора направления действий.
Способы и приёмы выступают элементом деятельности, но не просто как средство для осуществления действия, к которому приспосабливаются движения, а как элемент схемы действия, как орудие, обогащающее последнее ориентацией на отдельные свойства предмета-орудия.
Определяя активность как особую форму деятельности требуется осознавать её отличия, её особенности. В качестве отличительных черт предлагается рассматривать интенсификацию основных характеристик деятельности, а также присутствие двух дополнительных свойств: инициативности и ситуативности.
Интенсификация отражает тот факт, что во всех характеристиках активности в явной форме просматриваются элементы качественно-количественных оценок. Наблюдается повышение выраженности и интенсивности её составляющих, а именно усиление осознанности, субъективности, личностной значимости целей, отмечается более высокий уровень мотивации и владения субъектом способами и приёмами деятельности, повышенная эмоциональная окрашенность.
Под инициативностью понимается почин, внутреннее побуждение к деятельности, предприимчивость и их проявление в деятельности человека. Очевидно, что инициатива тесно связана и выступает проявлением мотивации, степени личностной значимости деятельности для человека, является проявлением принципа активности, свидетельствуя о внутренней включенности субъекта в процесс деятельности, о ведущей роли в нём внутреннего плана. Она свидетельствует о волевых, творческих и психофизических способностях личности. Тем самым, выступает интегративным показателем соотнесения личностных особенностей и требований деятельности.
Ситуативность активности может рассматриваться как характеристика, свидетельствующая о переходе деятельности в иное качество — качество активности в том случае, когда усилия, направленные на достижение цели превосходят нормированный уровень деятельности и необходимы для её достижения. При этом уровень активности может рассматриваться с двух позиций — внешней по отношению к субъекту и внутренней. В первом случае активность может соответствовать нормативно определённой цели или превышать её. Для характеристики такой активности используют понятия «надситуативной» и «сверхнормативной активности» под которыми понимается способность субъекта подниматься над уровнем требований ситуации или, соответственно, официально предъявляемых обществом нормативными требованиями.
Во втором случае активность рассматривается с точки зрения субъекта и соотносится с внутренне определяемой целью, отвечающей не внешним, социально обусловленным, а его личным внутренним целям. Для личности активность всегда «нормативна», поскольку соответствует поставленной цели, в случае достижения которой деятельность теряет свою энергетическую основу — мотивацию и развиться до уровня надситуативности, очевидно, не может. Деятельность, которая не позволила субъекту достичь поставленной цели, традиционно считается недостаточно активной или «пассивной», то есть в принципе, не может называться активностью.
Уровень активности, её длительность, устойчивость и другие показатели зависят от согласованности и оптимальных сочетаний разных компонентов: эмоционального, мотивационного и др. В связи с чем, в зависимости от способа связи психических и личностных уровней активности она может приобретать оптимальный или неоптимальный характер. Например, поддерживать определённый уровень активности можно двумя способами: перенапряжением всех сил, что ведёт к утомлению, падению активности, и за счёт эмоционально-мотивационного подкрепления. Именно эти два подхода, например, отличают традиционное обучение в высшей школе, построенное с опорой на лекционные занятия и инновационные формы обучения, опирающиеся на методы активного обучения активное обучение.